# Spilosoma steudeli
Spilosoma steudeli là một loài bướm đêm thuộc phân họ Arctiinae, họ Erebidae.